# Roshani Chokshi

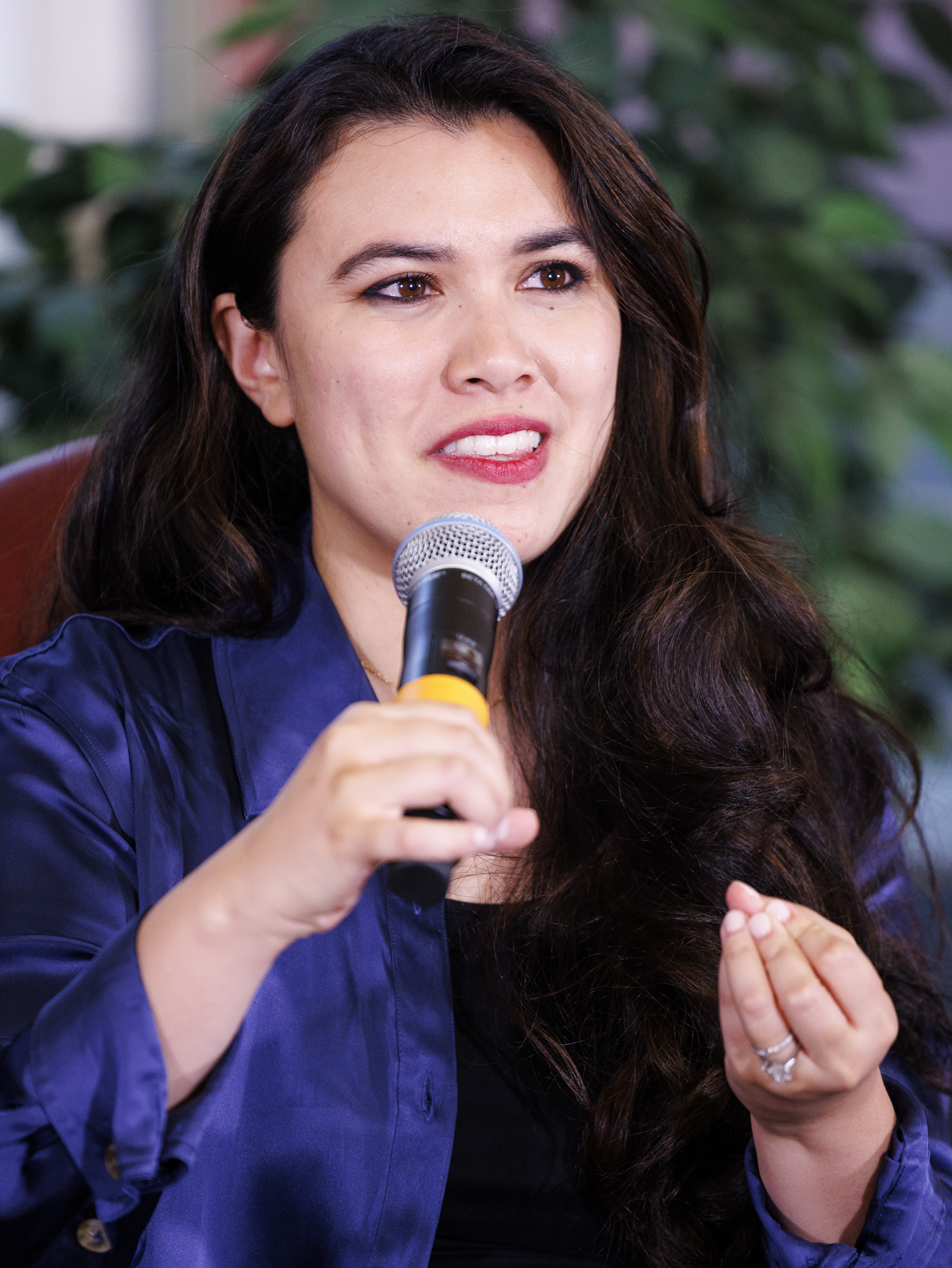
Roshani Chokshi (2024)

Roshani Chokshi ist eine US-amerikanische Schriftstellerin. Sie ist bekannt für Jugendliteratur, die Fantasy mit Elementen der indischen Mythologie verbindet.

## Leben und Werk
Roshani Chokshis Vater stammt aus Indien, ihre Mutter von den Philippinen. Chokshi studierte Jura, brach aber ihr Studium ab, um sich vollständig ihrer Karriere als Schriftstellerin zu widmen.
2016 erschien Chokshis erster Jugendroman The Star-Touched Queen. Die Fortsetzung A Crown of Wishes erschien ein Jahr später. Begleitend veröffentlichte Chokshi die Erzählung Death and Night sowie eine Kurzgeschichtensammlung. Die Streamingplattform Disney+ erwarb die Verfilmungsrechte an A Crown of Wishes.
2019 veröffentlichte Chokshi den Jugendroman The Gilded Wolves, der der Auftakt einer Trilogie ist. Sie spielt in Paris im frühen 20. Jahrhundert.
Chokshis erster Roman für eine jüngere Altersgruppe erschien unter dem Titel Aru Shah and the End of Time in dem von Rick Riordan kuratierten Verlags-Imprint Rick Riordan Presents und ist der erste Teil einer fünfteiligen Reihe, die auch als Pandava Quintet bezeichnet wird. Seit 2022 erscheint die Reihe auf Deutsch unter dem Titel Aru gegen die Götter. Eine Fassung von Aru Shah and the End of Time als Graphic Novel erschien 2022. Paramount Pictures erwarb kurz nach der Veröffentlichung des ersten Bandes die Filmrechte an der Reihe.

## Auszeichnungen
The Star-Touched Queen und The Silvered Serpents wurden 2017 bzw. 2021 für den Locus Award nominiert, The Star-Touched Queen und Aru Shah and the End of Time 2017 bzw. 2019 für den Andre Norton Award.
Die Zeitschrift Time nahm Aru Shah and the End of Time in die Liste der 100 besten Fantasy-Bücher auf.

## Werke
Reihe The Star Touched Queen
- The Star-Touched Queen (2016)
- A Crown of Wishes (2017)
- Death and Night (Erzählung, 2017)
- Star Touched Stories (Kurzgeschichtensammlung, 2017)

Reihe The Gilded Wolves (Die goldenen Wölfe)
- The Gilded Wolves (2019)
  - Die goldenen Wölfe, Übersetzer: Hanna Fliedner, Jennifer Thomas. Arctis Verlag, Hamburg 2019, ISBN 978-3-03880-026-2
- The Silvered Serpents (2020)
  - Die silbernen Schlangen, Übersetzer: Hanna Fliedner, Jennifer Thomas. Arctis Verlag, Hamburg 2021, ISBN 978-3-03880-027-9
- The Bronzed Beasts (2021)
  - Die bronzenen Bestien, Übersetzer: Hanna Fliedner, Jennifer Michalski. Arctis Verlag, Hamburg 2022, ISBN 978-3-03880-028-6

Reihe Aru Shah (Pandava-Quintett)/Aru gegen die Götter
- Aru Shah and the End of Time (2018), ISBN 978-1-368-01235-5
  - Aru gegen die Götter: Die Wächter des Himmelspalasts (2022), ISBN 978-3-473-51139-6
- Aru Shah and the Song of Death (2019), ISBN 978-1-368-01384-0
- Aru Shah and the Tree of Wishes (2020), ISBN 978-1-368-01385-7
- Aru Shah and the City of Gold (2021),  ISBN 978-1-368-01386-4
- Beware the Grove of True Love. In: Rick Riordan (Hrsg.): The Cursed Carnival and Other Calamities. New Stories About Mythic Heroes (2021), ISBN 978-1-368-07083-6 (Kurzgeschichte)
- Aru Shah and the Nectar of Immortality (2022), ISBN 978-1-368-05544-4
- Aru Shah and the End of Time (2022), ISBN 978-1-368-07436-0 (Graphic Novel)

Weitere Romane
- Once More Upon A Time (2021), ISBN 978-1-7282-3982-8
- mit Evelyn Skye und Sandhya Menon: Three Kisses, One Midnight (2022), ISBN 978-1-250-79723-0